# Coelotes wugeshanensis
Coelotes wugeshanensis är en spindelart som beskrevs av Zhang, Yin och Kim 2000. Coelotes wugeshanensis ingår i släktet Coelotes och familjen mörkerspindlar. Inga underarter finns listade i Catalogue of Life.